# Vion (Ardèche)
Vion é uma comuna francesa na região administrativa de Auvérnia-Ródano-Alpes, no departamento de Ardèche. Estende-se por uma área de 6,21 km². Em 2010 a comuna tinha 964 habitantes (densidade: 155,2 hab./km²).